# 道吉剛
道吉 剛（みちよし ごう、1933年 - 2019年9月10日）は、日本のデザイナー、装丁家。

## 来歴
岡山県津山市出身。桑沢デザイン研究所リビングデザイン研究科卒業。
1964年東京オリンピックではデザイン室のコーディネーターを務め（当時は季刊『グラフィック・デザイン』の編集部に在籍）、自らも一部でデザインに関わった。
1970年の日本万国博覧会（大阪万博）では協会副参事デザイン担当となった。
株式会社道吉デザイン研究室を設立。かつて大熊肇も勤務していた。

## 作品
- 1964年東京オリンピック - 表彰台・メダル箱など[8]
- 学研の図鑑 - シリーズ装丁の水玉デザイン（1970年）[3]
- 東京大学出版会 - マーク[1][10]

## 著書
- 現代日本のブックデザイン―1975―1984（1986年、講談社） ISBN 978-4062012997
- ダイヤグラムス本の環境―統計図表に見る出版の世界（2006年、出版メディアパル） ISBN 978-4902251883